# Adinandra sylvestris
Adinandra sylvestris är en tvåhjärtbladig växtart som beskrevs av William Jack. Adinandra sylvestris ingår i släktet Adinandra och familjen Pentaphylacaceae. Inga underarter finns listade i Catalogue of Life.